# Hedaya Malak
Hedaya Malak Wahba (arabisch هداية ملاك وهبة, DMG Hidāya Malāk Wahba; * 21. April 1993 in Azusa, Vereinigte Staaten) ist eine ägyptische Taekwondoin. Sie startet in der Gewichtsklasse bis 67 Kilogramm.

## Erfolge
Malak startete international erstmals bei der Juniorenweltmeisterschaft 2010 in Tijuana, schied jedoch in der Klasse bis 52 Kilogramm nach ihrem Auftaktkampf aus. Erfolgreich verlief das Jahr 2012. In der Klasse bis 57 Kilogramm wurde Malak in Pocheon Studentenweltmeisterin. In Kairo gewann sie mit einem Finalsieg gegen Bineta Diedhiou das Olympiaqualifikationsturnier und sicherte sich die Teilnahme an den Olympischen Spielen 2012 in London. Dort belegte sie Rang neun im Federgewicht. Bei den Spielen 2016 in Rio de Janeiro errang sie eine Bronzemedaille.
2021 wurde Malak für die Teilnahme an den Olympischen Spielen in Tokio nominiert. Bei der Eröffnungsfeier war sie gemeinsam mit dem Fechter Alaaeldin Abouelkassem, die Fahnenträgerin ihrer Nation. In der Gewichtsklasse bis 67 kg gewann Malak erneut die Bronzemedaille.